# 単純労働
単純労働（たんじゅんろうどう、英語: manual labor）とは、専門的な知識や技能を必要とせず、短期間の訓練で行う事が可能な単純な労働を指す。工場作業・荷役作業・建設作業などがこれに当たる。対義語は複雑労働。
単純労働の従事者は「ブルーカラー」に含まれ、しばしば同一される。しかしブルーカラーにも熟練工など高度な技能や資格を必要とし、短期間の訓練では従事できない労働をする者も多く、一般に単純労働とは呼ばれない。
海外労働者における「単純技能者」は、医師などの特定の「専門技能者」以外の労働者を指す用語であるため、一般的な意味での単純労働者とは異なり専門技能や知識を有する者を含む。そのため海外労働者受け入れの議論上では「いわゆる単純技能者」と呼び一般的な単純労働者と区別する事がある。

## 概要
日本では、近代史において産業革命を導入した明治維新から冷戦終結まで120年余りにわたり工業社会が続き、低学歴者が工員（工場作業員）など単純労働に就くことが多かった。
このため、「末は博士か大臣か」というように、「高学歴＝社会の指導者」として学者や政治家を貴び、「低学歴＝社会の指導者ではない」として単純労働従事者（ブルーカラー）をおとしめる風潮が根強かった。
また、貧困家庭の国民が多数であった時代背景を反映して、学校教育も「質より量」が貴ばれ、一方通行型の一斉授業に象徴される大量生産スタイルが実践されていた（受験戦争、詰め込み教育・ゆとり教育・脱ゆとり教育も参照）。
しかし、冷戦終結後は「質より量」の産業構造が変化し、25年以上続く長期不況と就職難が続き、新自由主義に基づいた自公連立政権の小泉純一郎首相の政策「聖域なき構造改革」の影響も重なり、労働市場の規制緩和も行われ、非正規雇用が増大し、フリーターやニートの増加なども懸念されてきた。
その結果、「学歴難民」と呼ばれる「高学歴者でも単純労働に追いやられる者」が増加してきている。
一方で、少子高齢化に伴う生産年齢人口（15～64歳）の減少で労働市場における「人手不足（需要過剰・供給不足）」が深刻ともなり、外国人を季節労働者として受入を行うことで補えばいいではないかという論争もある。
欧州（主にEU諸国）や米国では、外国人労働者が単純労働にしか従事できない国民階層と、職場の争奪を巡り、しばしばトラブルが発生している。